# Tugimaantee 50
De Tugimaantee 50 is een secundaire weg in Estland. De weg loopt van Aindu naar Viljandi en is 4,4 kilometer lang. 